# (1457) Ankara
(1457) Ankara est un astéroïde de la ceinture principale découvert le 3 août 1937 par l'astronome allemand Karl Wilhelm Reinmuth. Le lieu de découverte est Heidelberg (024). Sa désignation provisoire était 1937 PA.

## Nom
Cet astéroïde a été nommé d'après la capitale turque Ankara. La citation officielle a été proposée par Wolfgang_Gleißberg (de), un astronome allemand qui a immigré en Turquie après avoir été renvoyé de l’observatoire de Breslau, en Allemagne nazie, en 1933, parce qu’il avait un grand-père juif. La citation a été mentionnée pour la première fois dans "The Names of the Minor Planets" par Paul Herget en 1955 (H 131).